# Brighstoneus
Brighstoneus (podle vsi Brighstone na ostrově Wight) byl rod ornitopodního dinosaura z kladu Hadrosauriformes, který žil před asi 126,5 miliony let (věk barrem, období rané křídy) na území současného ostrova Wight.

## Historie
Holotyp tohoto dinosaura (kat. ozn. MIWG 6344) byl objeven a vykopán v roce 1978 ve stejné vrstvě jako fosilie teropoda rodu Neovenator, jednalo se tedy patrně o současníky. Brightoneus je anatomicky odlišný od příbuzných rodů Iguanodon i Mantellisaurus, proto byl v listopadu roku 2021 formálně popsán. Typovým druhem je Brightoneus simmondsi.

## Popis
Podle autorů popisné studie byl tento druh středně velkým ornitopodem s délkou asi 8 metrů a hmotností kolem 900 kilogramů. Nápadným anatomickým znakem je zejména relativně velká nasální část lebky (výrazný čenich s kulovitým výběžkem) dinosaura. Měl také více zubů než jeho nejbližší vývojoví příbuzní.